# T. C. Schneirla

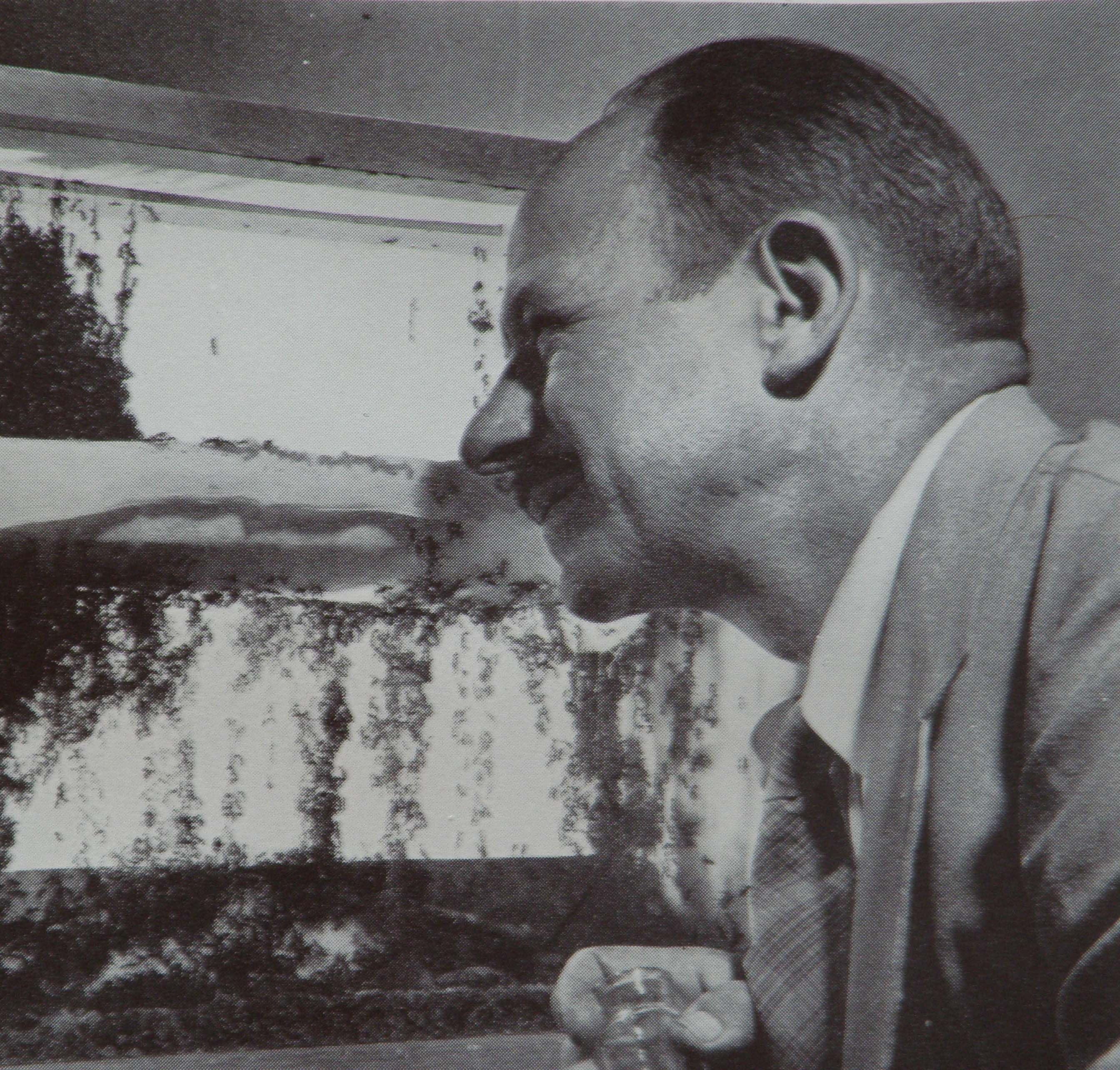
Theodore Christian Schneirla

Theodore Christian Schneirla (Bay City, Michigan, 23 de julho de 1902 - Nova York, N. Y., 20 de agosto de 1968) foi um zoólogo norte-americano e pioneiro nos estudos dos padrões de comportamento das formigas-correição.
Schneirla foi educado na University of Michigan, Ann Harbor (mestrado em 1925, doutorado em 1928) e passou a fazer parte da equipe da New York University ao concluir seus estudos. Em 1932, fez a primeira de suas oito viagens à Ilha Barro Colorado, na Zona do Canal do Panamá, para estudar o comportamento das formigas-correição. Ele descobriu que essas formigas operam num ciclo de 36 dias, dos quais 16 em padrão nômade e 20 em comportamento sedentário. Em 1934, ele relatou que formigas seguem um padrão específico quando entram em território desconhecido e que essas incursões ocorrem em picos durante a manhã e a tarde. Mudanças súbitas no clima também podem levar explosões de atividade nas formigas-correição. Em 1944, Schneirla demonstrou que as incursões eram causadas pelo nível de excitação coletiva da colônia e não pela escassez de alimentos.
Em 1943, Schneirla tornou-se curador-associdado do Departamento de Comportamento Animal do Museu Americano de História Natural, em Nova York. Após retornar de uma viagem de estudos de formigas no sul do México, ele tornou-se curador pleno do museu em 1947.
Schneirla foi autor de grande número de papers e coautor de alguns livros de psicologia, entre os quais Principles of Animal Psychology (com N.R.F. Maier, 1935) and Recent Experiments in Psychology (com L.W. Crafts, 1938).

## Obras Escolhidas
- Maier, N. R. F., Théodore Christian Schneirla, T. C., (1935) "Principles of animal psychology". McGraw-Hill Book Company
- Aronson, L. R., Tobach, E., Rosenblatt, J. S., Lehrman, D. S. (Eds.) (1972) "Selected writings of T. C. Schneirla". Oxford, England: W.H. Freeman & Co.

 |